# Kelly Druyts
Kelly Druyts (* 21. November 1989 in Antwerpen) ist eine belgische Radrennfahrerin, die auf Straße und Bahn aktiv ist. Sie ist eine ältere Schwester der Radrennfahrerin Jessy Druyts.

## Sportliche Laufbahn
2006 wurde Kelly Druyts dreifache Junioren-Meisterin auf der Bahn, im Jahr darauf errang sie ersten vier nationale Titel bei den Frauen: in der Einerverfolgung, im Keirin, im Punktefahren sowie im Teamsprint. 2009 wurde sie belgische Meisterin im Omnium sowie Dritte der Straßenmeisterschaft. Bis 2018 gewann sie mindestens 29 belgische Meistertitel.
Bei den UCI-Bahn-Weltmeisterschaften 2010 in Ballerup belegte Druyts Platz vier im Scratch, wurde Vize-Europameisterin (Nachwuchs) in dieser Disziplin und belgische Vize-Meisterin im Straßenrennen. 2011 entschied sie einen Lauf des Bahnrad-Weltcups im Scratch für sich und gewann auch die Weltcup-Gesamtwertung. Bei den UCI-Bahn-Weltmeisterschaften 2012 in Melbourne errang sie die Bronzemedaille im Scratch. 2014 wurde sie Weltmeisterin in dieser Disziplin, und im selben Jahr errang sie Silber im Punktefahren bei den Bahneuropameisterschaften.
Ebenfalls 2014 hatte Kelly Druyts zwei Erfolge auf der Straße, als sie eine Etappe der Trophée d’Or Féminin sowie der Holland Ladies Tour für sich entschied. 2018 gewann sie jeweils eine Etappe der Tour of Zhoushan Island sowie des Panorama Guizhou International Women’s Road Cycling Race. Im Juli 2018 bestritt sie noch trotz einer Schwangerschaft die BeNe Ladies Tour, im August fuhr sie ihr vorerst letztes Rennen. Im Januar 2019 wurde sie von einer Tochter entbunden.
Ab April 2019 bestritt Druyts wieder Radrennen.

## Erfolge

### Bahn
2006
- Belgische Junioren-Meisterin – Omnium, Punktefahren, Einerverfolgung

2007
- Belgische Meisterin – Keirin, Punktefahren, Einerverfolgung, Teamsprint (mit Jenifer De Merlier)

2008
- Belgische Meisterin – Keirin, Teamsprint (mit Jolien D’hoore), Omnium, Scratch, Mannschaftsverfolgung (mit Evelyn Arys und Jolien D’hoore)

2009
- Belgische Meisterin – Teamsprint (mit Jolien D’hoore), Punktefahren, Einerverfolgung, Omnium, Mannschaftsverfolgung (mit Jessie Daams und Jolien D’hoore)

2010
- U23-Europameisterschaft – Mannschaftsverfolgung (mit Jessie Daams und Jolien D’hoore)
- U23-Europameisterschaft – Scratch
- Belgische Meisterin – Teamsprint (mit Jolien D’hoore), Mannschaftsverfolgung (mit Jessie Daams und Jolien D’hoore)

2011
- Gesamtsiegerin Weltcup – Scratch
- Weltcup in Cali – Scratch
- Belgische Meisterin – Einerverfolgung, Punktefahren, Scratch, Omnium, Mannschaftsverfolgung (mit Else Belmans und Maaike Polspoel)

2012
- Weltmeisterschaft – Scratch

2014
- Weltmeisterin – Scratch
- Europameisterschaft – Punktefahren
- Belgische Meisterin – 500-Meter-Zeitfahren, Punktefahren

2015
- Belgische Meisterin – 500-Meter-Zeitfahren, Scratch, Punktefahren

### Straße
2014
- eine Etappe Trophée d’Or Féminin
- eine Etappe Holland Ladies Tour

2018
- eine Etappe Tour of Zhoushan Island
- eine Etappe Panorama Guizhou International Women’s Road Cycling Race